# Croix du combattant volontaire
Pour les articles homonymes, voir Combattant (homonymie) et CCV.
La croix du combattant volontaire (CCV) est une décoration militaire française qui récompense les combattants volontaires qui ont choisi spontanément de servir dans une unité combattante à partir de la guerre 1939-1945. Il existe une décoration spécifique pour la Première Guerre mondiale (croix du combattant volontaire de la guerre 1914-1918) et pour la Résistance (croix du combattant volontaire de la Résistance).
Il a d’abord été créé une croix spécifique pour la guerre 1939-1945 avant que celle-ci ne fût remplacée, en 1981, par une croix unique pour toutes les opérations menées depuis 1939.

## Croix du combattant volontaire de la guerre de1939-1945
Cette décoration est l'équivalent de celle dont bénéficiaient les combattants de la première Guerre mondiale. C'est à la demande des associations d'Anciens combattants que l'État fixe par une loi du 4 février 1953, assortie d'un décret d'application du 19 novembre 1955, l'attribution de la croix du combattant volontaire 1939-1945.
Ruban : de couleur rouge (rappel du ruban de l'ordre national de la Légion d'Honneur), avec une bande médiane verte et deux bandes latérales jaune (rappel du ruban de la médaille militaire).
Croix : à l'avers « RÉPUBLIQUE FRANÇAISE » et au revers les dates « 1939-1945 ».

## Croix du combattant volontaire
Le décret no 81-844 du 8 septembre 1981 a créé la croix du combattant volontaire. Il supprime la croix du combattant volontaire 1939-1945. Les dispositions concernant la croix du combattant volontaire ont été codifiées par le décret no 2016-1903 du 28 décembre 2016 relatif à la partie réglementaire du code des pensions militaires d'invalidité et des victimes de guerre (CPMIVG). Depuis le 1er janvier 2017, ces dispositions font l'objet des articles R352-2 et D352-3 à D352-12 de ce code.
La médaille est composée d'une croix portant sur l'avers l'inscription « RÉPUBLIQUE FRANÇAISE » et sur le revers « CROIX DU COMBATTANT VOLONTAIRE » suspendu à un ruban identique à celui de la croix du combattant volontaire 1939-1945. Les opérations auxquelles ont participé l'ayant droit sont inscrites sur une barette de métal blanc dont voici la liste:
- Guerre 1939-1945 ;
- Indochine ;
- Corée ;
- Afrique du Nord ;
- Missions extérieures. Dans ce cas, la croix ne peut être attribuée qu'à des appelés du contingent s'étant portés volontaires pendant la durée légale de leur service militaire ou d'un volontariat service long (VSL) pour participer à une opération extérieure (OPEX) ainsi, depuis le décret no 2011-1933 du 22 décembre 2011[3], qu'à des réservistes opérationnels ayant servi en OPEX (en effet, le départ en OPEX constitue pour les réservistes un acte de volontariat caractérisé). Il est également requis des titulaires de cette barrette qu'ils aient effectivement servi en unité reconnue combattante (au regard du nombre d'actions de combat officiellement recensées pour l'unité).

Dans tous les cas, le postulant à la croix du combattant volontaire doit être préalablement titulaire d'une carte du combattant (qui donne droit au port de la croix du combattant) délivrée au titre du conflit ou de l'opération concerné, ainsi que de la médaille d'Outre-mer afférente avec l'agrafe correspondante, ou la médaille commémorative afférente avec l'agrafe correspondante.
À l'instar de la médaille de la Résistance française, de la médaille des évadés et de la médaille commémorative des services volontaires dans la France libre, la croix du combattant volontaire constitue un titre de guerre et est considérée comme une référence privilégiée dans l'étude des dossiers de proposition aux ordres nationaux (ordre national de la Légion d'honneur et ordre national du mérite) et pour la médaille militaire.
De par la faible population susceptible d'être éligible à cette décoration (anciens appelés du contingent et réservistes), la croix du combattant volontaire est rare et recherchée. Les demandeurs se voient souvent opposer un rejet de leur dossier compte tenu de la difficulté à matérialiser la réalité de l'acte de volontariat. Ce qui permet à la croix du combattant volontaire de conserver toute sa valeur, considérant qu'elle possède un peu des trois valeurs de la Légion d'honneur (le rouge du ruban), de la médaille militaire (le jaune et le vert) et de la croix de guerre (le motif de l'épée figurant sur le module et sa qualité de croix).
Dans le but de maintenir ces exigences qualitatives, les dossiers de demande comportent un mémoire à rédiger par le demandeur, qui doit être très bien étayé, en plus des pièces et justificatifs fournis.
Les dossiers sont filtrés successivement par deux autorités administratives chargées de les étudier :
- Le centre des archives du personnel militaire (CAPM, anciennement Bureau central des archives militaires), situé à Pau : il étudie en première instance les pièces fournies, vérifie leur concordance avec le dossier militaire individuel et évalue en première intention le bien-fondé de la demande;
- Le bureau des décorations des services centraux du ministère de la Défense : il reprend le dossier que le CAPM a jugé suffisamment solide pour lui être communiqué et l'étudie en commission. Il s'agit du même bureau qui traite les propositions de nomination pour les ordres nationaux et la Médaille militaire. Si la décision est positive, le nom du demandeur est ajouté à l'arrêté ministériel portant attribution qui est soumis au ministre de la Défense pour signature. Le récipiendaire se voit informé par courrier et il reçoit ensuite son diplôme.

Les arrêtés du ministère de la Défense portant attribution de la croix du combattant volontaires avec les listes nominatives des récipiendaires par conflit sont publiés au Bulletin officiel des décorations, médailles et récompenses (BODMR) de la République française.

## L'avenir de la croix du combattant volontaire barrette «Missions extérieures» (CCV-ME)
Comme souligné plus haut, la population éligible à la CCV-ME est aujourd'hui très faible, considérant que pour la quatrième génération du feu (celle des opérations extérieures ou OPEX), le nombre de postulants éventuels pour les années à venir rend la pérennité de cette décoration incertaine. L'Union nationale des combattants (UNC) estimait ainsi en 2014 que seuls 15.000 nouveaux personnels se voyaient attribuer la seule carte du combattant, étape préalable à l'éventuelle obtention de la CCV-ME si l'on remplit les autres critères nécessaires. Alors que, dans le même temps, le contingent des deuxième et troisième générations du feu (Seconde Guerre mondiale, Indochine et AFN) s'effritent substantiellement année après année, considérant que c'est parmi elles que se comptent encore aujourd'hui le plus grand nombre de récipiendaires de la croix du combattant volontaire et que la plupart de ceux qui y avaient le droit l'on déjà reçue. Situation que n'ont pas manqué de relever certaines associations d'anciens combattants telles l'Union nationale des combattants (UNC) ou la Fédération nationale des combattants volontaires (FNCV), préoccupées par le devoir de mémoire et la reconnaissance des vétérans qui les animent légitimement. Associations auxquelles on doit justement les demandes réitérées d'ouverture de cette distinction aux appelés du contingent et aux réservistes opérationnels (ce qui est désormais le cas depuis le décret no 2007-741 du 9 mai 2007). Un texte qui devrait permettre dans les années à venir à la dernière « petite vague » d'appelés du contingent ayant eu la possibilité de servir en OPEX - principalement en ex-Yougoslavie puis en Bosnie-Herzégovine - de postuler à cette décoration. Quant aux réservistes opérationnels - apparus à la suite de la suspension de la conscription -, on peut raisonnablement estimer que le nombre d'entre eux projetés en OPEX devrait a priori rester faible. 
Ces deux populations (appelés et réservistes opérationnels) étant désormais éligibles, il semble que les associations d'anciens combattants tentent donc aujourd'hui d'élargir encore un peu plus le champ d'attribution de la CCV-ME à la catégorie des engagés volontaires au sein des forces armées françaises. Or, le statut juridique entourant ces derniers est très sensiblement différent de celui des appelés volontaires pour les OPEX et des réservistes opérationnels pour lesquels il n'existait / n'existe aucune obligation à servir sur un théâtre d'opération extérieure et requérait / requiert de leur part de signer un acte contractuel de volontariat supplémentaire étendant sensiblement le périmètre de leur engagement. Ce qui n'est pas le cas des engagés volontaires puisque pour cette catégorie de personnel, le mot « volontaire » désigne en fait le processus de recrutement direct au sein d'une unité, sans passer par un concours à une école de formation militaire initiale. Les engagés volontaires sont donc - conformément à l'article L. 4132-6 du code de la défense des militaires professionnels sous contrat au titre d'une formation militaire, pour servir en tout temps, en tout lieu et en toutes circonstances. Quoi qu'il en soit, cela implique de facto pour les engagés volontaires de servir en OPEX si les circonstances l'imposent, au contraire des anciens appelés du contingent et des actuels réservistes opérationnels. 
Depuis quelques années, des parlementaires des deux chambres de la représentation nationale se sont néanmoins fait l'écho de cette demande d'associations d'anciens combattants d'extension de l’attribution de la CCV-ME aux engagés volontaires. Invariablement, les gouvernements successifs ont toujours formulé depuis 2007 la même réponse reposant sur cet argumentaire du statut substantiellement différent entre appelés et réservistes opérationnels d'un côté, et engagés volontaires de l'autre.
Dans une réponse en date du 1er janvier 2015, le secrétariat d’État auprès du ministère de la défense, chargé des anciens combattants et de la mémoire, à la suite d'une question du sénateur Michel Raison, reprenait très sensiblement le même argumentaire que toutes les réponses données aux parlementaires par les gouvernements successifs ces dernières années. Le dernier élément de la réponse - « Néanmoins, une réflexion va être engagée avec les armées, directions et services sur les possibilités d'élargissement des critères d'attribution de cette décoration » - semblait être une première ouverture à l'élargissement de la population éligible de la dernière modification des conditions d'attribution. Par exemple les volontaires dans les armées qui signent, sans pour autant être des soldats professionnels au contraire des engagés volontaires, un contrat d'un an (renouvelable quatre fois) et dont le statut (missions, solde, vocation à intégrer la réserve opérationnelle à l'issue de leur contrat...) est somme toute très proche de celui des anciens appelés et de l'esprit de la conscription, mais sur un mode actualisé à notre époque.
À la suite de la question au gouvernement du 19 janvier 2017 de la sénatrice Sylvie Goy-Chavent, le Secrétariat d’État auprès du ministère de la défense, chargé des anciens combattants et de la mémoire, semble avoir mûri sa réflexion sur la question et a pour l'heure fermé la porte à toute modification des conditions et règles d'attribution de la croix du combattant volontaire avec barette Missions extérieures pour la réserver à l'avenir aux seuls réservistes, afin de valoriser leur engagement en opérations extérieures par cette décoration, qui garde ainsi sa rareté et tout son prestige lié à sa qualité de titre de guerre. 
La question de savoir s'il convient d'élargir le public éligible à la CCV-ME aux engagés volontaires sous contrat semble donc close à cette heure. 
La possibilité de récompenser par la CCV-ME les services accomplis par les seuls réservistes volontaires pour les opérations extérieures semble indiquer une volonté de valoriser et reconnaître spécifiquement l'engagement de ces hommes et femmes engagés au sein des forces armées sur ce statut, dans un contexte sécuritaire complexe qui a justifié de multiplier les campagnes de recrutement de réservistes ces dernières années.

## Récipiendaires célèbres
- Henri Beaugé-Bérubé, au titre de la guerre 1939-1945 : compagnon de la Libération, militaire.
- Erwan Bergot, au titre de l'Indochine : officier parachutiste français qui a participé à la bataille de Dien Biên Phù, écrivain et journaliste.
- Jean-Pierre Bloch, au titre de la guerre 1939-1945 : résistant, homme politique socialiste.
- Alfred Maurice Cazaud, au titre de la guerre 1939-1945 : général français, ancien combattant de la Première et de la Seconde Guerre mondiale.
- Jacques Chancel, au titre de l'Indochine : correspondant de guerre à dix-sept ans.
- Jean-Louis Delayen, au titre de la guerre 1939-1945 : général.
- David Feuerwerker,  au titre de la guerre 1939-1945 : rabbin de Brive-la-Gaillarde, membre de la Résistance
- Paul Arnaud de Foïard, au titre de la guerre 1939-1945 : général de corps d'armée français.
- Paul Gosset, au titre de la guerre 1939-1945 : homme politique, ancien député.
- Paul Hutin-Desgrées, au titre de la guerre 1939-1945 (et aussi 14-18) : journaliste, directeur de Ouest-France.
- Adrien Henry, au titre des guerres 1914-1918 et 1939-1945. Officier et résistant français, ancien combattant de la Première et de la Seconde Guerre Mondiale.
- François Ingold, au titre de la guerre 1939-1945 : ancien chancelier de l'ordre de la Libération, officier.
- Jeannou Lacaze, au titre de la guerre 1939-1945. Ancien FFI, général français et député européen.
- Edgard de Larminat, au titre de la guerre 1939-1935 : compagnon de la Libération, général d'armée.
- Raymond Meyer, au titre de la guerre de 1939-1945 : compagnon de la Libération, militaire, directeur d'entreprise.
- Fred Moore, au titre de la guerre 1939-1945 : dernier chancelier de l'ordre de la Libération (2011-2012), ancien de la France libre, colonel de réserve et ancien député de la Somme.
- Jean-Paul Palewski, au titre de la guerre de 1939-1945 : militaire, résistant, avocat et homme politique.
- Michel de Saint Pierre, au titre de la guerre 1939-1945 : journaliste et écrivain.
- Henri Rol-Tanguy, au titre de la guerre 1939-1945 : militant communiste, résistant, militaire.
- René de Salins, au titre de l'Indochine : officier de cavalerie puis des troupes aéroportées, ancien combattant de la Seconde Guerre mondiale et d'Indochine, où il participe à la bataille de Dien Biên Phù.
- Jean Sassi, au titre de la guerre 1939-1945 : colonel, ancien combattant de la Seconde Guerre mondiale et de l'Indochine.
- Pierre Schœndœrffer, au titre de l'Indochine : ancien combattant d'Indochine où il participe à la bataille de Dien Biên Phù en qualité de cameraman de l’Établissement cinématographique et photographique des armées (ECPA), romancier, réalisateur, scénariste et documentariste français.
- Roger Taillefer, au titre de la guerre de 1939-1945 : résistant (FFI), Juste parmi les nations.
- André Verrier, au titre de la guerre 1939-1945 : compagnon de la Libération, militaire.
- Robert-André Vivien, au titre de la guerre 1939-1945 et de la Corée : résistant (FFI), militaire et homme politique.
- Déodat du Puy-Montbrun, au titre de la guerre de 1939-1945, combattant (FFL), officier en Indochine et en Algérie, journaliste, romancier.
- Pascal Pich, au titre des Missions extérieurs (Liban 83-84), champion du monde ultra triathlon.